# تپه چالی
تپه چالی مربوط به هزاره اول (پیش از میلاد) - دوره پارت - دوره ساسانی است و در شهرستان تکاب، بخش مرکزی، دهستان انصار، روستای سبیل واقع شده است. این اثر در تاریخ ۳۰ دی ۱۳۸۵ با شمارهٔ ثبت ۱۶۷۷۰ به عنوان یکی از آثار ملی ایران به ثبت رسیده است.